# Stemmops ornatus
Stemmops ornatus là một loài nhện trong họ Theridiidae.
Loài này thuộc chi Stemmops. Stemmops ornatus được Elizabeth Bangs Bryant miêu tả năm 1933.